# Representações de álgebras de Clifford
Em matemática, as representações das álgebras de Clifford são conhecidas também como módulos de Clifford. Em geral uma álgebra de Clifford C é uma álgebra simples central sobre uma certa extensão de corpo L do corpo K sobre o qual se define a forma quadrática Q que define a C.